# Karmella Haynes
Karmella Ann Haynes est un ingénieur biomédical et professeur assistant à l'université d'État de l'Arizona. Elle fait des recherches sur la façon dont la chromatine est utilisée pour contrôler le développement des cellules dans les tissus biologiques.

## Jeunesse et éducation
Karmella Haynes est originaire de Saint-Louis, dans le Missouri (États-Unis). Elle est allée à la Florida A&M University, où elle a obtenu un diplôme de baccalauréat (bachelor's degree) en biologie. Elle a ensuite fréquenté l'université Washington de Saint-Louis pour ses études supérieures, où elle a travaillé avec Sarah Elgin sur l'ADN et l'expression des gènes, et en 2006 y a reçu son doctorat (Ph.D.) en génétique moléculaire. Elle a passé ses étés à travailler au Massachusetts Institute of Technology.

## Recherche et carrière
Haynes a terminé des contrats postdoctoraux à Davidson College en 2008 et à l'École de médecine de Harvard en 2011. Lorsqu'elle était au Davidson College comme fellow du Howard Hughes Medical Institute, Haynes a remporté la publication de l'année à partir du Journal of Biological Engineering pour son article sur la modification de la bactérie E. coli pour effectuer un calcul,,,. À Davidson College, Haynes a redesigné le cours de premier cycle de bio-informatique. À l'École de médecine de Harvard, Haynes a travaillé dans le laboratoire de Pam Silver, en combinant la dynamique de la chromatine et la biologie synthétique.
Outre ses travaux de recherche, Haynes s'implique dans des initiatives visant à promouvoir l'équité et la diversité au sein des sciences. Elle s'est associée avec Kelly Stevens, Elizabeth Cosgriff-Hernandez, Lola Eniola-Adefeso pour demander des comptes sur les disparités dans le financement par les National Institutes of Health pour les chercheurs noirs
En 2011, Haynes a été nommée à l'université d'État de l'Arizona,. Depuis qu'elle a rejoint l'université d'État de l'Arizona, Haynes a été le conseiller de la faculté pour la Compétition internationale de machines génétiquement modifiées. Elle a obtenu une grant K01 en 2015 pour étudier l'utilisation de motifs de peptides modulaires pour construire des protéines de chromatine synthétiques qui activent des gènes thérapeutiques dormants. Elle espère augmenter l'utilisation de la technologie dans la thérapeutique, travailler sur la régénération des tissus et les médicaments personnalisables à base de protéines. Par l'ingénierie de gènes et de protéines, le groupe de Haynes créer des machines épigénétiques qui peuvent réguler l'ADN. Les protéines sont elles-mêmes des facteurs de transcription de fusion (?) qui peuvent cibler des gènes particuliers.
Haynes est apparue sur PBS pour parler de biotechnologie et de maladie. À côté de la recherche, Haynes est une artiste accomplie,. En 2011, elle a peint son affiche de présentation pour la conférence annuelle sur la biologie de synthèse. Son œuvre est encore sur les murs à l'université Harvard. Elle est membre du Building with Biology public engagement project. Elle a été présentée deux fois sur Science Friday.